# الرابطة البرلمانية 1961–62
الرابطة البرلمانية 1961–62 (بالإنجليزية: 1961–62 Isthmian League)‏ هو موسم من دوري إسثميان. فاز فيه نادي ويمبلدون.